# Vivaldo Eduardo
Pour les articles homonymes, voir Eduardo.
Vivaldo Francisco Eduardo (né le 11 septembre 1966), est un entraîneur de handball angolais. 

## Carrière
Il a été l'entraîneur de l'équipe d'Angola de handball féminin aux Championnats du monde de handball féminin en 2011 au Brésil et en 2013 en Serbie, ainsi qu'aux Jeux olympiques d'été en 2012,.
En club, il entraîne le Petro Atlético de Luanda.
Vivaldo est le conjoint de l'ancienne joueuse étoile de l'équipe angolaise de handball, Marcelina Kiala.